# Paramedetera elongata
Paramedetera elongata är en tvåvingeart som beskrevs av Zhu, Yang och Patrick Grootaert 2006. Paramedetera elongata ingår i släktet Paramedetera och familjen styltflugor. Inga underarter finns listade i Catalogue of Life.